# Krisa jezik
Krisa jezik (i'saka; ISO 639-3: ksi), jedan od četiri papuanska jezika podskupine krisa, porodice sko, koji se govori u blizini obale u provinciji Sandaun u Papui Novoj Gvineja.
400 govornika (1993. SIL; 420, 2003. SIL) u selima Krisa i Pasi.

## Vanjske poveznice
- Ethnologue (14th)
- Ethnologue (15th)